# 고북초등학교
고북초등학교는 대한민국 충청남도 서산시 고북면 기포리에 있는 공립 초등학교이다.

## 학교 연혁
| 1930년 | 6월 16일 | 고북공립보통학교 개교      |
| 1938년 | 4월 1일  | 고북공립심상소학교로 개칭  |
| 1941년 | 4월 1일  | 고북공립국민학교로 개칭    |
| 1981년 | 3월 5일  | 병설유치원 개원            |
| 1996년 | 3월 1일  | 고북초등학교로 개칭        |
| 1999년 | 9월 1일  | 삼포초등학교 통합          |
| 2016년 | 2월 17일 | 제83회 졸업식(총 9,395명)  |
| 2016년 | 3월 1일  | 7학급 인가                 |
| 2017년 | 2월 17일 | 제84회 졸업식(9407명 졸업) |
| 2017년 | 3월 1일  | 7학급 인가                 |

## 학교 상징
- 교화 - 장미 : 계절의 왕이라 불리는 5월에 본교 울타리 화사하게 꾸며주는 장미꽃에는 언제나 맑고 밝은 마음으로 생활하라는 고북인의 모습이 담겨 있다. 그리스 신화에 나오는 아름다움과 여신 아프로디테(비너스)가 탄생시켰다는 장미, 짙은 향기와 날카로운 가시로 그 아름다움을 지켜가는 장미꽃을 보면서, 고북인 모두는 품성을 가지고 지혜를 키워간다.
- 교목 - 소나무 : 주위에서 가장 흔하게 볼 수 있으면서, 본교 개교 이래 심은 기념식수가 정원에 자리 잡고 있으며 소나무가 울창한 송림공원을 볼 수 있다. 동시에 가장 친밀한 수목인 소나무는 강인한 생명력을 지닌 동시에 엄동설한 속에서도 푸른빛을 잃지 않는 의연한 기개를 지닌 나무라 하여 교목으로 지정하였다.

## 참고 자료
- 고북초등학교 - 한국교육학술정보원 학교알리미